# Patrulha Salvadora
Patrulha Salvadora è una serie televisiva brasiliana per ragazzi andata in onda tra il 2014 e il 2015 su SBT. La serie è uno spin-off della telenovela per bambini Carrossel andata in onda nel 2012-2013.

## Trama
La storia è ambientata nella città immaginaria di Kauzópolis dove un gruppo di bambini forma un gruppo di supereroi, la Patrulha Salvadora, per salvare la città dai cattivi che la terrorizzano.